# Стадион имени Юрия Алексеевича Гагарина
Стадио́н и́мени Ю́рия Гага́рина (укр. Стадіон імені Юрія Гагаріна) — футбольный стадион, расположенный в Чернигове (Украина). Вмещает 12 060 человек. Домашняя арена футбольного клуба «Десна» и женской сборной Украины по футболу. Назван в честь Юрия Алексеевича Гагарина.

## История
На территории современного стадиона в конце XVIII века находилась дача черниговских архиепископов, с 1804 года — городской сад.
Стадион на 3000 зрителей был открыт в 1936 году. Во время Второй мировой войны он был значительно повреждён в результате бомбардировок. В ходе реконструкции, завершённой в 1960 году, стадион был построен по новому проекту. Установлены Западная (7000 мест) и Восточная (4000 мест) трибуны.
В 1961 году стадион назван в честь Юрия Гагарина. 25 мая 1964 года здесь произошла встреча жителей города с космонавтами Ю. А. Гагариным и А. Г. Николаевым. В 1985 году началось проведение новой реконструкции, в результате которой количество мест на Восточной трибуне увеличено до 7000.
Во время реконструкции, которая проводилась с 2005 по 2008 годы, на Западной трибуне были установлены индивидуальные пластиковые сидения. Министерство выделило деньги на новые беговые дорожки.
В 2016—2017 за счет футбольного клуба «Десна» была проведена реконструкция, была установлена система искусственного подогрева поля, автоматическая система полива, уложен новый газон. С 2019 года на поле стадиона имени Гагарина проходят матчи УПЛ. Сам стадион является домашней ареной ФК «Десна».
11 марта 2022 года был частично разрушен бомбардировками в ходе вторжения России на Украину.